# Pangrapta eucraspeda
Pangrapta eucraspeda là một loài bướm đêm trong họ Erebidae.